# Pięciornik niski
Pięciornik niski (Potentilla supina) – gatunek rośliny z rodziny różowatych. Rodzime obszary jego występowania to znaczna część Azji, Europy i Afryka Północna. Rozprzestrzenił się również w Japonii. W Polsce częściej spotykany w południowo-zachodniej części kraju oraz w dolinie Wisły i jej sąsiedztwie, bardzo rzadki na wybrzeżu, w Karpatach i na północnym wschodzie.

## Morfologia

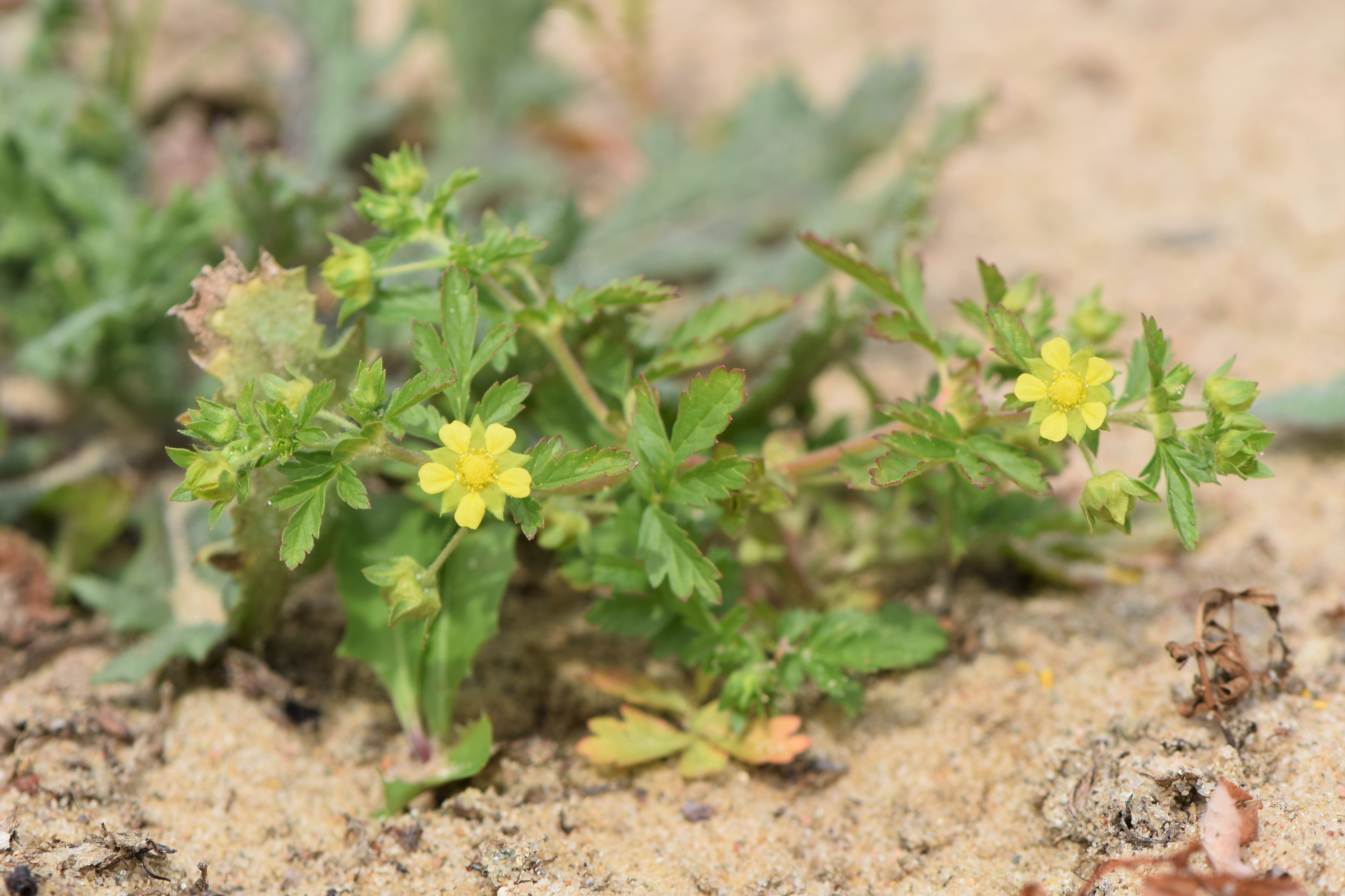
Kwitnące pędy

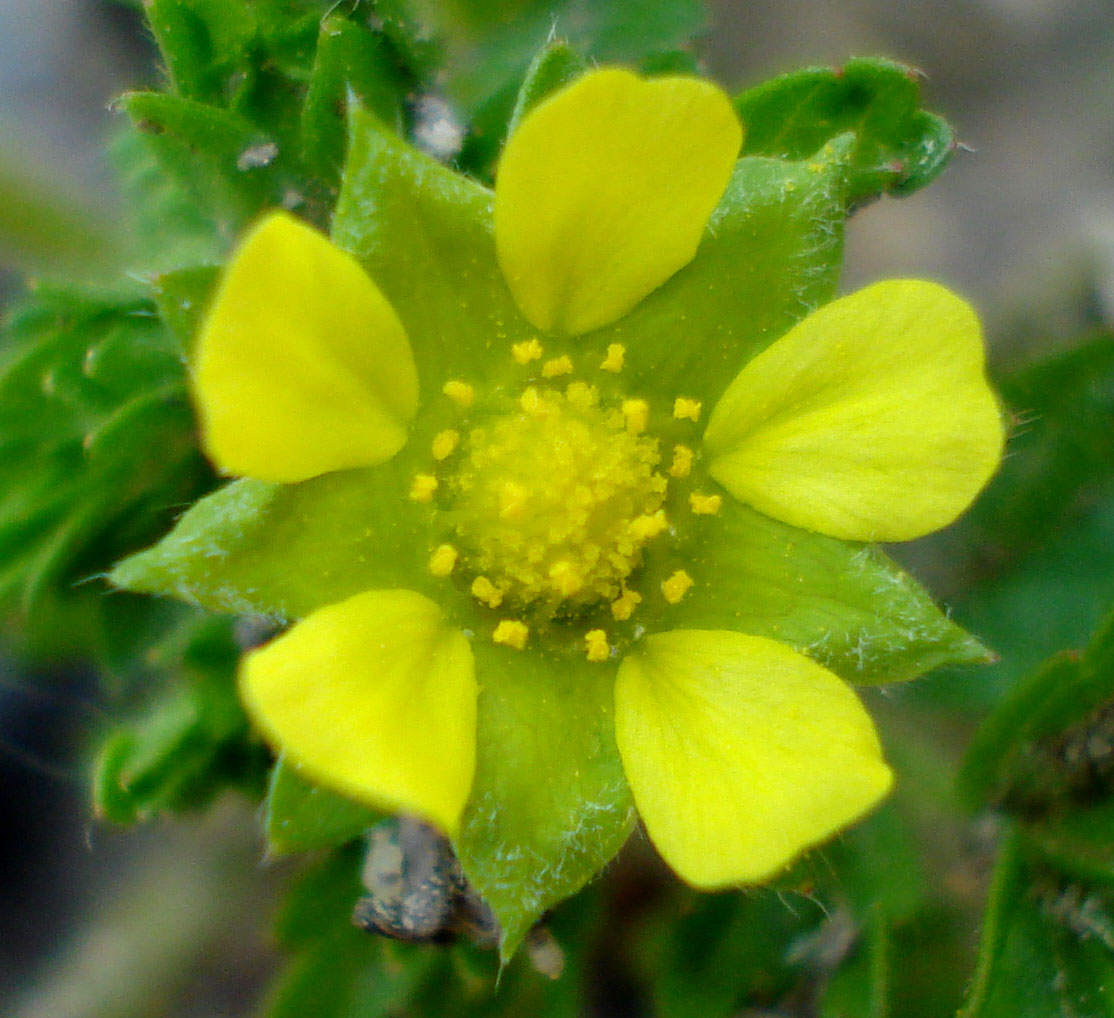
Kwiat

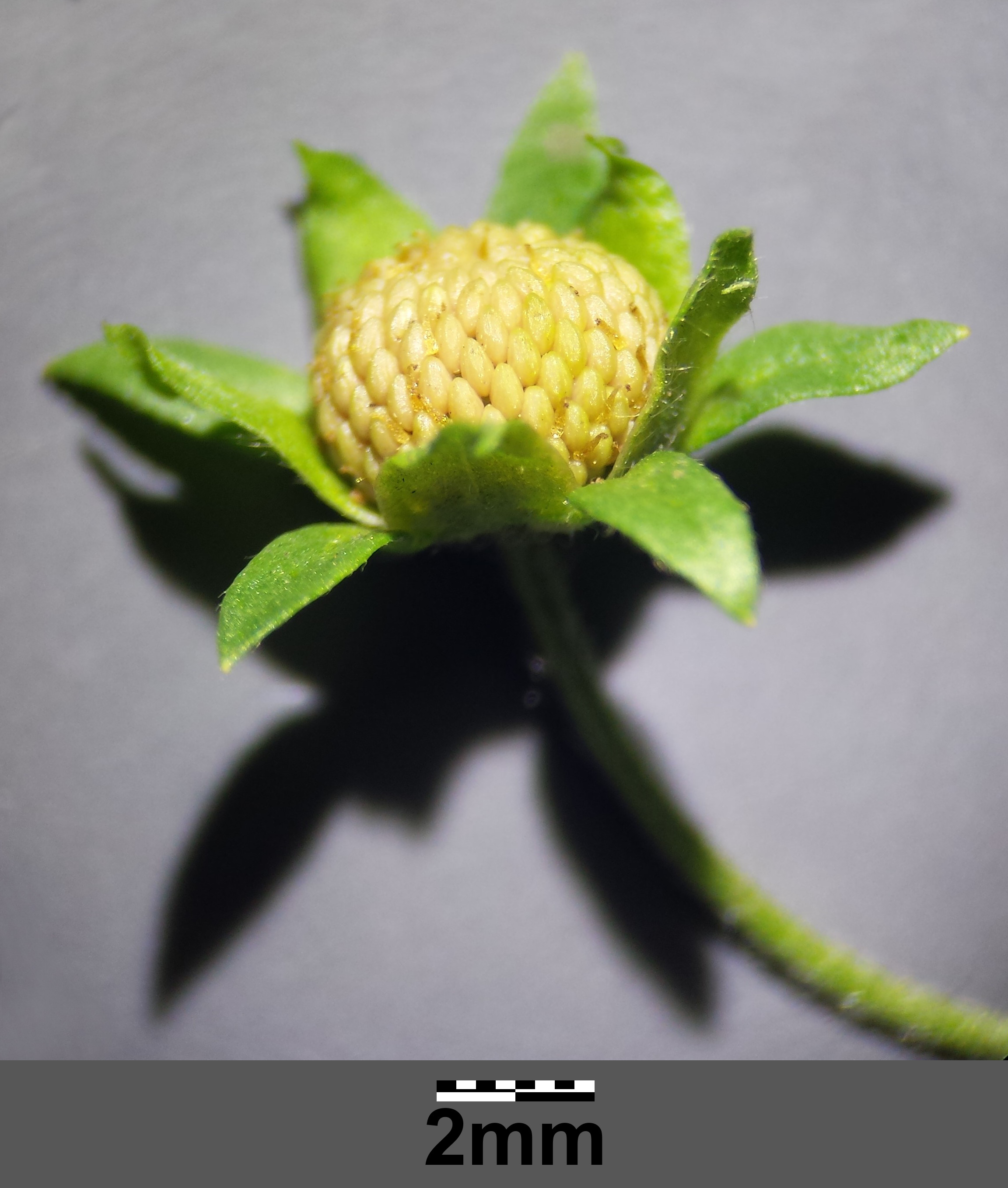
Owoce

ŁodygaRozesłana lub lekko podnosząca się osiąga do 40 cm długości, bez rozłogów.
LiścieZ obu stron zielone. Dolne nieparzyście pierzaste o 2-5 parach listków, górne trójlistkowe, siedzące.
KwiatyKoloru żółtego, drobne – o płatkach długości 2,5–3 mm, krótszych od działek. Zebrane w kwiatostan luźny i ulistniony.
OwoceOrzeszki.
Gatunki podobnePięciornik norweski P. norvegica ma podobnie liście trójlistkowe i dolne pierzaste (5-listkowe), ale pędy sztywno wzniesione i szorstko owłosione. Kwiaty zebrane w bogaty kwiatostan, o płatkach większych – 4–5 mm długości.

## Biologia i ekologia
Roślina jednoroczna lub dwuletnia, hemikryptofit. Kwitnie od czerwca do października. Występuje na glebach podmokłych i piaszczystych, często w pobliżu wód, też w miejscach ruderalnych, na przydrożach, rzadko na polach.

## Zmienność
W obrębie gatunku wyróżnia się 5 podgatunków:
- Potentilla supina subsp. supina – podgatunek nominatywny
- Potentilla supina subsp. aegyptiaca (Vis.) Soják
- Potentilla supina subsp. caspica Soják
- Potentilla supina subsp. costata Soják
- Potentilla supina subsp. paradoxa (Nutt.) Soják